# C9H9N3
化学式C9H9N3（摩尔质量：159.188 g/mol）可以指：
- Immethridine，CAS号：87976-03-2
- 1-苯基-3-氨基吡唑，CAS号：1128-56-9
- 1-苯基-5-氨基吡唑，CAS号：826-85-7
- 2-肼基喹啉，CAS号：15793-77-8

|  | 这个同类索引页列出了具有相同分子式的化学物（即同分異構體）条目。 除非您是有意链接至本页，否则应将相应条目的内部链接指向正确的条目。 |